# Chloraspilates pomella
Chloraspilates pomella là một loài bướm đêm trong họ Geometridae.